# طلاس (نهر)
طلاس هو نهر يقع بين دولتي قرغيزستان وكازاخستان. يبدأ تدفقه من مرتفعات جبال طلاس أوبلاستي في قرغيزستان ويصب غربًا في كازاخستان.

## تاريخ
وقعت على ضفتي نهر طلاس معركة طلاس -والتي سميت باسمه- التي دارت بين العباسيين والصينيين عام 751 وانتصر فيها العباسيين.